# Nipoã
Nipoã é um município brasileiro do estado de São Paulo. A cidade tem uma população de 4.750 habitantes (IBGE/2022).

## História
A história de Nipoã, ligada a expansão do noroeste do Estado, tem um marco nos anos imediatamente anteriores a 1904, quando Presciliano Pinto de Oliveira e seu irmão Manuel Pinto de Oliveira, proprietários da vasta fazenda “Boa Vista da Cachoeira do Avanhandava”, doaram uma pequena parte de suas terras, lavrou o cruzeiro que foi erguido em 8 de setembro de 1904 seguindo-se a reza do terço, em louvor a Padroeira do lugar, Nossa Senhora Aparecida.
Em 1932, num movimento humano natural, sem nenhum planejamento ou objetivo senão vencer as dificuldades, modificando a paisagem das matas-daí o primeiro nome da localidade, Floresta-e marcar a presença do homem na região, começaram a surgir as primeiras habitações, que eram bastante rústicas. Dois nomes se ressaltaram nessa época: Cândido Poloni e Atílio Sbroggio, que eram proprietários no município.
Estava deste modo, fundada Boa Vista da Cachoeira, primitivo nome do atual município de Nipoã. Em, 1917 deu-se a transferência do cruzeiro para o centro do patrimônio, estabelecendo se definitivamente ao seu redor, o primeiro núcleo de casas, com as poucas famílias que resolveram se radicar ali.
Tornou-se Distrito de Paz pela Lei nº 1.944, de 18 de Abril de 1923, sendo incorporado ao município de Mirassol pela Lei Nº 2.007 de 23 de Dezembro de 1924. Treze anos mais tarde, seria incorporado ao município e comarca de Monte Aprazível, pela Lei 3.112, de 26 de Outubro de 1937.
Foi elevada a categoria de município pela Lei Nº 2.456 de 30 de Dezembro de 1953, na Comarca de Monte Aprazível, com sede na vila de igual nome e com o território do respectivo distrito mais, área desmembrada do distrito da sede do município de Planalto. O município foi instalado a 1º de Janeiro de 1955, constituído de um único distrito, o de Nipoã.

### Toponímia
Segundo o IBGE, a criação do nome "Nipoã" foi uma tentativa de traduzir a expressão "campo redondo" para o tupi. De acordo com Eduardo de Almeida Navarro, no entanto, para significar isso o topônimo deveria ser "Nhuapuá". Segundo os naturais do lugar, baseado em pesquisas linguísticas, o nome do município derivou se da palavra tupy-guarani “Nhu-puan”, que quer dizer Campo Redondo.

## Demografia
Dados do Censo - 2010
População total: 4.274
- Urbana: 3.797
- Rural: 477
- Homens: 2.262[9]
- Mulheres: 2.012

Densidade demográfica (hab./km²): 31,01
Dados do Censo - 2000
Mortalidade infantil até 1 ano (por mil): 10,11
Expectativa de vida (anos): 74,64
Taxa de fecundidade (filhos por mulher): 2,16
Taxa de alfabetização: 85,19%
Índice de Desenvolvimento Humano (IDH-M): 0,775
- IDH-M Renda: 0,678
- IDH-M Longevidade: 0,827
- IDH-M Educação: 0,819

(Fonte: IPEADATA)

## Geografia
Localiza-se a uma latitude 20º54'48" sul e a uma longitude 49º46'40" oeste, estando a uma altitude de 439 metros. Possui uma área de 137,8 km². A cidade faz parte da região metropolitana de São José do Rio Preto.

## Infraestrutura

### Comunicações
O sistema de telefones automáticos foi inaugurado na cidade em 1985 pela Telecomunicações de São Paulo (TELESP), que também implantou o sistema de discagem direta à distância (DDD) em 1988 com o código de área (0172). Anteriormente a cidade era atendida pela Companhia de Telecomunicações do Estado de São Paulo (COTESP).
Na década de 90 o código DDD da cidade foi alterado para (017), para padronização do sistema telefônico com a telefonia celular que estava sendo implantada em todo o estado.

## Administração

### Lista de prefeitos
Esta é a lista de prefeitos do município
| Nº                     | Nome                        | Partido               | Início do mandato       | Fim do mandato         | Vice-Prefeito               | Observações |
| ---------------------- | --------------------------- | --------------------- | ----------------------- | ---------------------- | --------------------------- | --- |
| 1º                     | Gustavo Marcondes           |                       | 1º de janeiro de 1955   | 31 de dezembro de 1958 | Nenhum                      | |
| 2º                     | João Leal Júnior            |                       | 1º de janeiro de 1959   | 31 de dezembro de 1962 | Manoel Francisco Martins    | |
| 3º                     | Sidney Scaff                |                       | 1º de janeiro de 1963   | 31 de dezembro de 1966 | José Glerian                | |
| 4º                     | Felipe Jorge                |                       | 1º de janeiro de 1967   | 31 de janeiro de 1970  | Gilberto Cardoso de Andrade | |
| 5º                     | Gilberto Cardoso de Andrade |                       | 1º de fevereiro de 1970 | 31 de janeiro de 1973  | Fernando Gualda Espelho     | |
| 6º                     | Orlando Ribeiro Rodrigues   |                       | 31 de janeiro de 1973   | 31 de janeiro de 1977  | Felipe Jorge                | |
| 7º                     | João Vasque                 |                       | 31 de janeiro de 1977   | 31 de janeiro de 1983  | José Glerian                | |
| 8º                     | José Glerian                |                       | 31 de janeiro de 1983   | 31 de dezembro de 1988 | Orlando Ribeiro Rodrigues   | |
| 09º                    | José Antonio Rossetti       |                       | 1º de janeiro de 1989   | 31 de dezembro de 1992 | Manoel Roberto Ribeiro      | |
| 10º                    | Romildo Cavatão             |                       | 1º de janeiro de 1993   | 31 de dezembro de 1996 | Walter Spagnoli             | |
| 11º                    | Walter Spagnoli             |                       | 1º de janeiro de 1997   | 31 de dezembro de 2000 | José Carlos Caselato        | |
| 12º                    | Roberto Cardoso de Andrade  |                       | 1º de janeiro de 2001   | 31 de dezembro de 2004 | Antônio Carlos Ribeiro      | |
| 13º                    | Antônio Carlos Ribeiro      |                       | 1º de janeiro de 2005   | 31 de dezembro de 2008 | José Antonio Rossetti       | |
| Antônio Carlos Ribeiro |                             | 1º de janeiro de 2009 | 31 de dezembro de 2012  | José Antonio Rossetti  |                             | |
| 14º                    | Luciano Scalon              | PP                    | 1º de janeiro de 2013   | 31 de dezembro de 2016 | Romildo Cavatão (PPS)       | Eleito com 67,25% dos votos válidos (2.166 votos).                                                                          |
| 15º                    | José Lourenço Alves         | PSD                   | 1º de janeiro de 2017   | 31 de dezembro de 2020 | Dulcinéia Guimarães (PTB)   | |
| 16º                    | José Pedro Rampim           | PSDB                  | 1º de janeiro de 2021   | eleito                 | ? (PATRI)                   | Prefeito eleito com 31,38% dos votos (961 votos), derrotando Dulce Guimarães, que ficou em 2º lugar com 31,09% (952 votos). |

## Religião
O Cristianismo se faz presente na cidade da seguinte forma:

### Igreja Católica
- A igreja faz parte da Diocese de São José do Rio Preto.[18]

### Igrejas Evangélicas
- Assembleia de Deus Ministério do Belém.[19][20]
- Congregação Cristã no Brasil.[21]